# Eskilstuna kommun
Eskilstuna kommun är en kommun i nordvästra Södermanlands län och har Eskilstuna som centralort.
Ett öppet, relativt flackt jordbrukslandskap med flera stora herrgårdar utgör norra delen av kommunen. Mälarmården ligger söder om den sydliga förkastningslinjen. Det är ett sönderbrutet område där moränen ofta bildar ett tunt täcke omväxlande med hällmark, men i dess östra del finns vattenavsatta sediment som bitvis är uppodlade. Eskilstunatrakten är sedan 1600-talet ett centrum i Sverige för smidesindustri och mekanisk industri, och flera av de nuvarande största företagen i kommunen verkar i samma tradition. 
Från det att kommunen bildades fram till 1985 hade kommunen minskande befolkning. Därefter har kommunen, med undantag för enskilda år, haft ökande befolkning. Mellan 1994 och 2014 styrdes kommunen av vänsterorienterade partier. Därefter har blocköverskridande koalitionen styrt.

## Administrativ historik
Rekarnebygden indelades från omkring 1350 fram till 1900-talet i två härader: Västerrekarne härad, väster om Eskilstunaån och Österrekarne härad, öster om Eskilstunaån, samt Eskilstuna stad, med stadsrättigheter från 1659, och Torshälla stad, med stadsrättigheter från 1317. Vid Eskilstunaån låg den äldre handelsplatsen Tuna i Klosters socken, som tillsammans med den nyanlagda stadsdelen med Rademachersmedjorna i Fors socken sydväst om ån erhöll stadsrättigheter under namnet Karl Gustavs stad 1659. I mitten av 1700-talet gick man tillbaka till namnet Eskilstuna på staden, medan Karl Gustavs stad i fortsättningen enbart syftade på manufakturverksamheten. År 1771 styckades området sydväst om ån av till Eskilstuna fristad, och först 1833 slogs de två städerna åter ihop till Eskilstuna stad. Namnet Eskilstuna fristad på centrumstadsdelen sydväst om ån lever bland annat kvar i namnet på stadens centrala torg, Fristadstorget.
Kommunens område motsvarar socknarna: Barva, Fors, Gillberga, Hammarby, Husby-Rekarne, Jäder, Kjula, Kloster, Lista, Näshulta, Råby-Rekarne, Stenkvista, Sundby, Torshälla, Tumbo, Vallby, Västermo, Ärla och  Öja. I dessa socknar bildades vid kommunreformen 1862 landskommuner med motsvarande namn. De självständiga städerna Eskilstuna stad och Torshälla stad bildade 1863 stadskommuner.
I området fanns även från 22 februari 1889 Nyfors municipalsamhälle. 1907 inkorporerades Klosters och Fors landskommuner samt Nyfors municipalsamhälle i Eskilstuna stad.
Vid kommunreformen 1952 bildades storkommunerna: Hällby (av tre tidigare kommuner), Kafjärden (av sex tidigare kommuner), Västra Rekarne (av fyra tidigare kommuner),  Husby-Rekarne och Ärla (av vardera två tidigare kommuner). Eskilstuna stad och Torshälla stad bestod som tidigare.
Eskilstuna kommun bildades vid kommunreformen 1971 av de två städerna och de fem landskommunerna.
En rådgivande folkomröstning, som genomfördes i samband med de allmänna valen 2006, blev ett nej till en delning av kommunen. Torshälla har ett visst självstyre genom att kommundelen leds av Torshälla stads nämnd och hade fram till sommaren 2017 en egen kommundelsförvaltning.
Kommunen ingår sedan bildandet i Eskilstuna tingsrätts domsaga.
Kommunen ingår sedan 2010 i Förvaltningsområdet för finska. 

## Geografi
Kommunen är belägen i de nordvästra delarna av landskapet Södermanland, mellan de stora sjöarna Mälaren i norr och Hjälmaren i väster. Sjöarna sammanbinds av Eskilstunaån, som i sitt övre lopp kallas Hyndevadsström och i sitt lägre lopp omkring Torshälla kallas Torshällaån. Den historiska Rekarnebygden i nordvästra Södermanland motsvarar ungefär kommunens nuvarande gränser, och namnet Rekarne förekommer fortfarande i vissa lokala plats- och organisationsnamn.
Eskilstuna kommun gränsar i öster till Strängnäs kommun, i söder till Flens kommun och i söder och sydväst till Katrineholms kommun, alla i Södermanlands län. I väster gränsar kommunen till Arboga kommun, i nordväst till Kungsörs kommun samt i norr till Köpings kommun, Hallstahammars kommun och Västerås kommun, alla i Västmanlands län.

### Topografi och hydrografi
Ett öppet, relativt flackt jordbrukslandskap med flera stora herrgårdar utgör norra delen av kommunen. Närmast Mälaren finns moränpartier med en del lövskogsområden med inslag av ek, vilka består av gamla hag- och betesmarker. Detta område avgränsas av två förkastningslinjer i söder, den sydligaste mellan Eklången genom Hagbysjön mot Näshultasjön. I västra delen av kommunen, mellan Mälaren och Hjälmaren, finns en mängd ändmoräner som är mer eller mindre framträdande. De är dock speciellt märkbara i det öppna jordbrukslandskapet. 
Mälarmården ligger söder om den sydliga förkastningslinjen. Det är ett sönderbrutet område där moränen ofta bildar ett tunt täcke omväxlande med hällmark, men i dess östra del finns vattenavsatta sediment som bitvis är uppodlade. Hällmarken är mer framträdande i de västra delarna och i sänkorna finns ofta myrmark. Där är marken näringsfattig, och vegetationen utgörs till stor del av rished eller artfattig barrskog.
Tre större rullstensåsar löper genom kommunen som i huvudsak har nord–sydlig riktning. En avgränsar östra Hjälmaren vid Hjälmarsund, en annan genomlöper Mälaren vid Kvicksund och en tredje löper väster om Eklången i söder mot Sundbyholm i norr, varifrån den fortsätter i en serie öar i Mälaren.

### Naturskydd
År 2022 fanns 22 naturreservat i Eskilstuna kommun, varav åtta kommunala. Åtta reservat var även klassade som Natura 2000-områden.
Naturreservatet Gökstenen bildades 1955 och är 1,6 hektar stort. Området utgörs av två stora flyttblock från istiden och ett hundratal mindre. Området skyddades som naturreservat ”på grund av sin skönhet, sin egenart och eljest märkliga beskaffenhet”. Ett annat exempel på naturreservat i kommunen är Åsbymon, ett 24 hektar stort område med barrskog. I området finns alsumpskog med olika gamla träd. De äldsta träden är ungefär 200 år.

### Administrativ indelning
Fram till 2016 var kommunen för befolkningsrapportering indelad i åtta församlingar: 
- Eskilstuna församling
- Husby-Rekarne församling
- Hällby församling
- Kafjärdens församling
- Näshulta församling
- Stenkvista-Ärla församling
- Torshälla församling
- Västra Rekarne församling

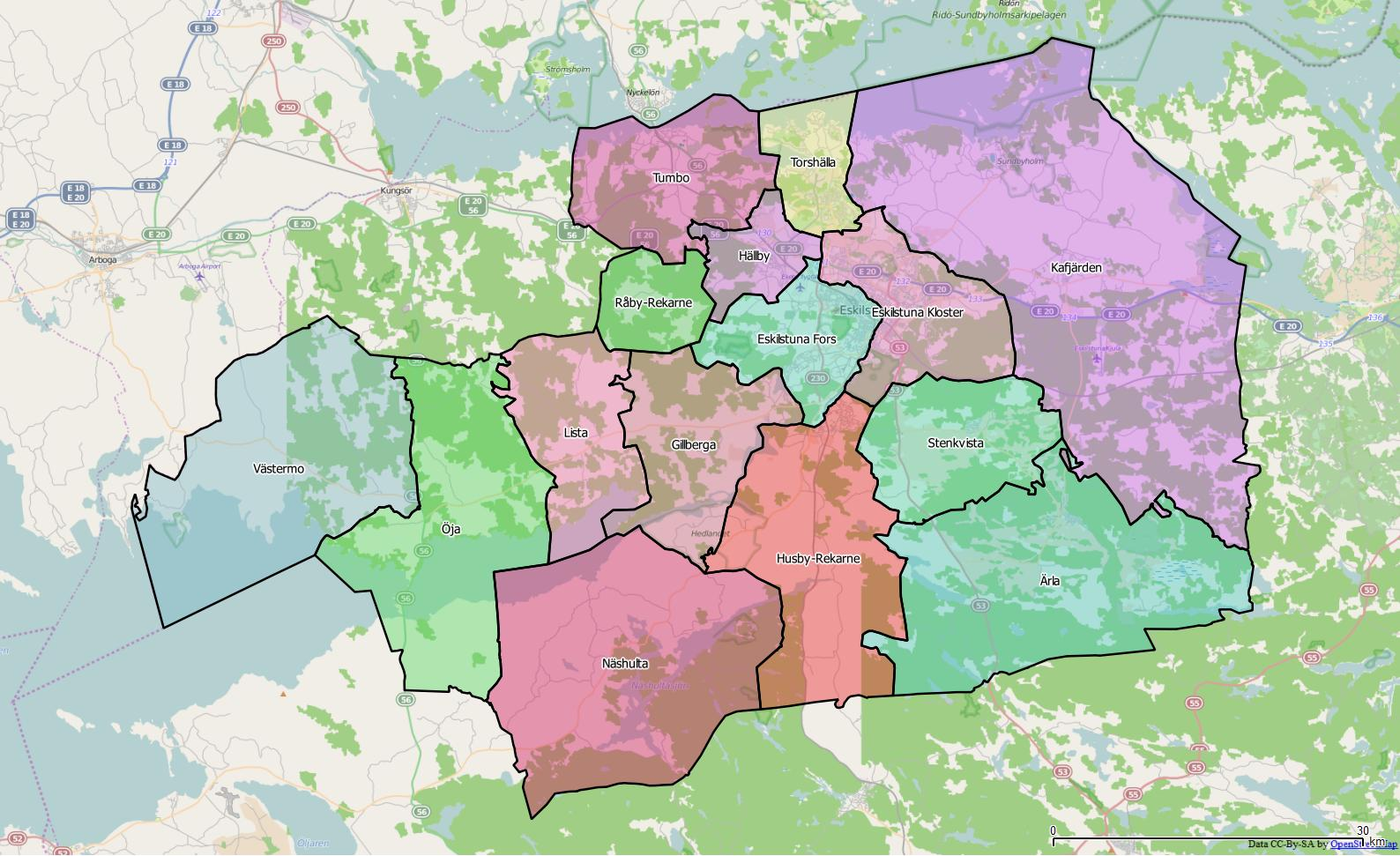
Distrikt (socknar) inom Eskilstuna kommun.

Från 2016 indelas kommunen istället i 15  distrikt, (socknar):

- Eskilstuna Fors
- Eskilstuna Kloster
- Gillberga
- Husby-Rekarne
- Hällby
- Kafjärden
- Lista
- Näshulta
- Råby-Rekarne
- Stenkvista
- Torshälla
- Tumbo
- Västermo
- Ärla
- Öja

### Tätorter
Vid tätortsavgränsningen av Statistiska centralbyrån den 31 december 2018 fanns det 14 tätorter i Eskilstuna kommun. I tabellen nedan anges folkmängden i respektive tätort den 31 december 2019.
| Nr | Tätort      | Folkmängd |
| -- | ----------- | --------- |
| 1  | Eskilstuna  | 70 729    |
| 2  | Torshälla   | 9 375     |
| 3  | Skiftinge   | 5 173     |
| 4  | Hällbybrunn | 3 320     |
| 5  | Ärla        | 1 285     |
| 6  | Sundbyholm  | 1 138     |
| 7  | Kjulaås     | 932       |
| 8  | Hållsta     | 910       |
| 9  | Hällberga   | 605       |
| 10 | Kullersta   | 453       |
| 11 | Alberga     | 418       |
| 12 | Udden       | 355       |
| 13 | Tumbo       | 330       |
| 14 | Bälgviken   | 221       |

Centralorten är i fet stil.
Tätorten Kvicksund var delad på två kommuner: Västerås kommun (1120 personer) och Eskilstuna kommun (1043 personer).

## Styre och politik

### Styre
Eskilstuna kommun styrdes under mandatperioden 2015–2018 av en majoritet bestående av Socialdemokraterna, Moderaterna och Centerpartiet. De tre partierna hade totalt 48 mandat i kommunfullmäktige. Den tidigare rödgröna majoriteten bestående av Socialdemokraterna, Vänsterpartiet och Miljöpartiet hade endast ett mandats övervikt efter valet 2014 och upplöstes i december 2014 på grund av ett avhopp från Socialdemokraterna.
Redan innan valet 2018 aviserade den sittande blocköverskridande majoriteten att de hade för avsikt att fortsätta styra tillsammans under mandatperioden 2018–2022. I valet fick partierna 59,6 procent av rösterna vilket gav 39 av 65 mandat och koalitionen kunde således fortsätta sitt majoritetsstyre. Efter valet 2022 stod det klart att Centerpartiet klev av samarbetet med Moderaterna och Socialdemokraterna. De kvarvarande partierna fortsatte dock styra under mandatperioden 2022–2026.
| 1994–1998 | S |    |   |
| 1998–2002 | S | V  |   |
| 2002–2006 | S | V  |   |
| 2006–2010 | S | V  |   |
| 2010–2014 | S | MP | V |
| 2015–2018 | S | M  | C |
| 2018–2022 | S | M  | C |
| 2022–     | S | M  |   |

### Politik
Eskilstuna kommun blev 1 augusti 2019 den första kommunen i Sverige att införa tiggeriförbud i form av att tillstånd krävs för passiv penninginsamling.

### Kommunfullmäktige
Antalet mandat i kommunfullmäktige minskades från 79 till 65 inför valet 2018.

#### Presidium
| Presidium 2022–2026    | Presidium 2022–2026 | Presidium 2022–2026 |
| ---------------------- | ------------------- | ------------------- |
| Ordförande             | S                   | Ann-Sofie Wågström  |
| Förste vice ordförande | M                   | Gunilla Ternert     |
| Andre vice ordförande  | SD                  | Anton Berglund      |

#### Mandatfördelning 1970–2022
Socialdemokraterna har ett starkt stöd i kommunen och har varit det största partiet i samtliga kommunval från 1970 och framåt. Egen majoritet hade partiet under åren 1970–1988 samt under mandatperioden 1994–1998. Näst största parti i kommunfullmäktige var Centerpartiet i valen 1970–1976 och Moderaterna i valen 1979–2014.
| 4 | 43 | 11 | 14 | 7 |

| 70 |

| 4 | 41 | 16 | 10 | 8 |

| 65 | 14 |

|  | 41 | 14 | 11 | 10 |

| 57 | 22 |

| 4 | 43 | 11 | 10 | 11 |

| 51 | 28 |

| 4 | 46 | 9 | 5 | 15 |

| 51 | 28 |

| 4 | 42 | 7 | 12 | 14 |

| 48 | 31 |

| 4 | 41 | 4 | 6 | 12 | 12 |

| 47 | 32 |

| 4 | 37 | 6 | 6 | 9 | 4 | 13 |

| 46 | 33 |

| 6 | 41 | 4 | 4 | 6 | 7 |  | 10 |

| 41 | 38 |

| 9 | 36 | 4 |  |  | 4 | 8 | 14 |

| 44 | 35 |

| 8 | 37 | 4 | 4 | 9 | 7 | 10 |

| 41 | 38 |

| 4 | 36 | 4 |  | 6 | 6 | 4 | 17 |

| 40 | 39 |

| 4 | 31 | 6 | 8 |  | 6 |  | 18 |

| 45 | 34 |

| 6 | 28 | 6 | 13 |  | 4 |  | 17 |

| 46 | 33 |

| 5 | 23 |  | 13 | 4 | 4 |  | 12 |

| 37 | 28 |

| 5 | 24 |  | 15 | 3 |  | 3 | 11 |

| 38 | 27 |

### Nämnder

#### Kommunstyrelse
Kommunstyrelsen i Eskilstuna kommun utgörs av 15 ordinarie ledamöter. Under kommunstyrelsen finns två utskott: arbetsutskottet och personalutskottet.
| Presidium 2022–2026    | Presidium 2022–2026 | Presidium 2022–2026 |
| ---------------------- | ------------------- | ------------------- |
| Ordförande             | S                   | Jimmy Jansson       |
| Förste vice ordförande | S                   | Marie Svensson      |
| Andre vice ordförande  | M                   | Jari Puustinen      |
| Tredje vice ordförande | SD                  | Kim Fredriksson     |

#### Lista över kommunstyrelsens ordförande
Totalt har kommunstyrelsen 15 ledamöter.
- Jan-Erik Andersson, Socialdemokraterna, –1985[27][28]
- Lars G Linder, Socialdemokraterna, 1986–31 december 1994
- Hans Ekström, Socialdemokraterna, 1 januari 1995–31 december 2010[29]
- Jimmy Jansson, Socialdemokraterna, 1 januari 2011–[30]

Denna lista hämtas från Wikidata. Informationen kan ändras där.

#### Övriga nämnder
Överförmyndarnämnden drivs tillsammans med Strängnäs kommun. Nämndens ordförande utses av Eskilstuna kommunfullmäktige och vice ordförande av Strängnäs kommunfullmäktige.
| Nämnd                                       | Ordförande | Ordförande          | Förste vice ordförande | Förste vice ordförande | Andre vice ordförande | Andre vice ordförande   |
| ------------------------------------------- | ---------- | ------------------- | ---------------------- | ---------------------- | --------------------- | ----------------------- |
| Arbetsmarknads- och vuxenutbildningsnämnden | M          | Åsa Salo            | S                      | Owe Ek                 | SD                    | Charlott Elf            |
| Förskolenämnden                             | S          | Nina Tuncer         | S                      | Laith Al-Ameri         | KD                    | Paul Sabo               |
| Grundskolenämnden                           | S          | Mikael Edlund       | M                      | Ulla Grip              | SD                    | Elin Blomberg           |
| Gymnasienämnden                             | M          | Muhammed Tahsin     | S                      | Björn Larsson          | SD                    | Mikael Nygren           |
| Kultur- och fritidsnämnden                  | S          | Johan Lidén         | M                      | Urban Andersson        | SD                    | Mikael Strömberg        |
| Räddningstjänst- och tillståndsnämnden      | S          | Geerth Gustavsson   | M                      | Ann Berglund           | KD                    | Susanne Henning Aihonen |
| Samhällsbyggnadsnämnden                     | S          | Sarita Hotti        | M                      | Ulf Westerberg         | SD                    | Peter Laufer            |
| Servicenämnden                              | M          | Jari Puustinen      | S                      | Björn Larsson          | SD                    | Anton Berglund          |
| Socialnämnden                               | M          | Göran Gredfors      | S                      | Carina Ålander         | KD                    | Tony Meshko             |
| Torshälla stads nämnd                       | S          | Lars-Göran Karlsson | M                      | Peter Utas             | SD                    | Peter Laufer            |
| Valnämnden                                  | M          | Kjell Dahlén        | S                      | Göran Johansson        | SD                    | Tatjana Gudmundsgårdh   |
| Vård- och omsorgsnämnden                    | S          | Majo Brostedt       | M                      | Rafal Wisniewski       | SD                    | Lars Bohlin             |

Källa:

## Ekonomi och infrastruktur

### Näringsliv
Eskilstunatrakten är sedan 1600-talet ett centrum i Sverige för smidesindustri och mekanisk industri, och flera av de nuvarande största företagen i kommunen verkar i samma tradition. Bolinder-Munktells stora verkstäder inrymmer idag andra verksamheter, bland annat inom kultur- och idrottsområdet, medan anläggningsmaskintillverkningen idag bedrivs av Volvo Construction Equipment i en modern anläggning i Hällbybrunn strax väster om Eskilstuna. De tio största arbetsgivarna i kommunens näringsliv 2016 var:
1. Volvo Construction Equipment AB, tillverkar anläggningsmaskiner
2. Volvo Parts AB, tillverkare av lastbils- och anläggningsmaskinreservdelar
3. Eskilstuna Energi och Miljö AB, kommunalt energi-, vatten-, fjärrvärme-, fibernäts- och återvinningsbolag
4. Eskilstuna Kommunfastigheter AB, kommunalt bostadsbolag
5. Outokumpu Nordic AB, tillverkar rostfria stålprodukter vid Nyby bruk i Torshälla
6. Transcom AB, callcenterföretag
7. Assa Abloy AB, låstillverkare
8. Samhall AB, statligt tjänsteföretag
9. H&M Hennes & Mauritz AB, har två butiker och sitt svenska centrallager i Eskilstuna
10. Alfa Laval AB, tillverkar separatorer i Skogstorp

Andra kända företag från trakten är kontorsvaru- och spelkorttillverkaren Öbergs, numera del av Esselte, bordtennis- och leksakstillverkaren Stiga Sports, och Skogaholms bageri, idag del av Fazerkoncernen.
Eskilstuna kommun utsågs 2007 till Årets tillväxtkommun av intresseorganisationen Sveriges kommuner och landsting.

### Infrastruktur

#### Transporter
I öst-västlig riktning genomkorsas kommunen av E20 och från nordöst till sydväst av riksväg 56. Från Eskilstuna utgår riksväg 53 söderut och länsväg 214 åt sydväst. Denna förbinds med riksväg 56 av länsväg 230. Länstrafiken drivs på uppdrag av Sörmlandstrafiken och sammanbinder Eskilstuna med bland annat Strängnäs, Nyköping, Katrineholm, Flen och Äsköping. Inom kommunen körs lokaltrafiken, Citybussen i Eskilstuna, av Transdev. Länstrafiken har Eskilstuna busstation vid centralstationen som nav, medan lokaltrafiken huvudsakligen utgår från Fristadstorget.
Järnvägen Svealandsbanan genomkorsar kommunen i öst-västlig riktning och trafikeras av regionala tåg Stockholm-Eskilstuna-Arboga.  I nord-sydlig riktning sträcker sig järnvägslinjen Sala–Oxelösund som trafikeras av regionaltåget Uven-tåget mellan Sala och Linköping. Två stationer med persontrafik ligger i kommunen, Eskilstuna C på Svealandsbanan och Kvicksund på Sala-Oxelösundsbanan. Restiden med tåg från Eskilstuna C till Stockholm är omkring en timme.
Söder om Kjula i östra delen av kommunen ligger Eskilstuna-Kjula flygplats (IATA-kod: EKT, ICAO-kod: ESSU), en tidigare militär flygbas som idag främst används för allmänflyg. Flygplatsen ligger vid Svealandsbanan och E20 och har föreslagits som en möjlig kandidat för utbyggnad till trafikflygplats.
Eskilstuna och Torshälla kanal, som förbinder Eskilstunas hamn med Mälaren, är sedan 1960-talet endast farbar med mycket låga båtar på grund av flera fasta broar som konstruerats längs Eskilstunaån och kanalen. Småbåtsgästhamnar som kan angöras från Mälaren finns i Torshälla, Mälarbaden och Sundbyholm. Farleden på Mälaren mellan Södertälje kanal och Köpings hamn går förbi Kvicksundsbron vid kommunens norra gräns.

## Befolkning

### Demografi

#### Befolkningsutveckling
Kommunen har 107 203 invånare (31 december 2024), vilket placerar den på 16:e plats avseende folkmängd bland Sveriges kommuner. 
| Befolkningsutvecklingen i Eskilstuna kommun 1970–2020                                                           | Befolkningsutvecklingen i Eskilstuna kommun 1970–2020 | Befolkningsutvecklingen i Eskilstuna kommun 1970–2020 | Befolkningsutvecklingen i Eskilstuna kommun 1970–2020 | Befolkningsutvecklingen i Eskilstuna kommun 1970–2020 |
| --- | ----------------------------------------------------- | ----------------------------------------------------- | ----------------------------------------------------- | ----------------------------------------------------- |
| |                                                       |                                                       |                                                       |                                                       |
| År |                                                       |                                                       | Folkmängd                                             |                                                       |
| 1970 | 1970                                                  |                                                       | 94 009                                                |                                                       |
| 1975 | 1975                                                  |                                                       | 92 663                                                |                                                       |
| 1980 | 1980                                                  |                                                       | 90 354                                                |                                                       |
| 1985 | 1985                                                  |                                                       | 88 528                                                |                                                       |
| 1990 | 1990                                                  |                                                       | 89 765                                                |                                                       |
| 1995 | 1995                                                  |                                                       | 89 425                                                |                                                       |
| 2000 | 2000                                                  |                                                       | 88 408                                                |                                                       |
| 2005 | 2005                                                  |                                                       | 91 635                                                |                                                       |
| 2010 | 2010                                                  |                                                       | 96 311                                                |                                                       |
| 2015 | 2015                                                  |                                                       | 102 065                                               |                                                       |
| 2020 | 2020                                                  |                                                       | 106 975                                               |                                                       |
| Anm: Uppgifterna avser förhållandena den 31 december enligt den kommunala indelningen den 1 januari året efter. |                                                       |                                                       |                                                       |                                                       |

#### Utländsk bakgrund
Den 31 december 2019 utgjorde antalet invånare med utländsk bakgrund (utrikes födda personer samt inrikes födda med två utrikes födda föräldrar) 38 126, eller 35,68 % av befolkningen (hela befolkningen: 106 859 den 31 december 2019). Den 31 december 2002 utgjorde antalet invånare med utländsk bakgrund enligt samma definition 20 034, eller 22,24 % av befolkningen (hela befolkningen: 22 296 den 31 december 2002).

#### Invånare efter de vanligaste födelseländerna
Denna tabell redovisar födelseland för Eskilstuna kommuns invånare enligt den statistik som finns tillgänglig från Statistiska centralbyrån (SCB). SCB redovisar endast födelseland för de fem nordiska länderna samt de 12 länder med flest antal utrikes födda i hela riket. En person som inte kommer från något av de här 17 länderna har istället av SCB förts till den världsdel som födelselandet tillhör. Personer födda i Sovjetunionen samt de personer med okänt födelseland är också medtagna i statistiken.
| Födelseland 31 december 2019 | Födelseland 31 december 2019      | Födelseland 31 december 2019 | Födelseland 31 december 2019 | Födelseland 31 december 2019 |
| ---------------------------- | --------------------------------- | ---------------------------- | ---------------------------- | ---------------------------- |
| Nr                           | Land/världsdel                    | Antal                        | Andel                        | Andel i hela riket           |
| 1                            | Sverige                           | 78 903                       | 73,84 %                      | 80,44 %                      |
| 2                            | Irak                              | 5 823                        | 5,45 %                       | 1,41 %                       |
| 3                            | Syrien                            | 4 157                        | 3,89 %                       | 1,85 %                       |
| 4                            | Finland                           | 4 060                        | 3,80 %                       | 1,40 %                       |
| 5                            | Asien: Övriga länder              | 2 607                        | 2,44 %                       | 2,54 %                       |
| 6                            | Somalia                           | 1 993                        | 1,87 %                       | 0,68 %                       |
| 7                            | Europeiska unionen: Övriga länder | 1 628                        | 1,52 %                       | 2,25 %                       |
| 8                            | Afrika: Övriga länder             | 1 323                        | 1,24 %                       | 1,12 %                       |
| 9                            | Eritrea                           | 1 001                        | 0,94 %                       | 0,44 %                       |
| 10                           | Iran                              | 684                          | 0,64 %                       | 0,78 %                       |
| 11                           | Afghanistan                       | 568                          | 0,53 %                       | 0,57 %                       |
| 12                           | Europa utom EU: Övriga länder     | 522                          | 0,49 %                       | 0,88 %                       |
| 13                           | Sydamerika                        | 518                          | 0,48 %                       | 0,72 %                       |
| 14                           | / SFR Jugoslavien/FR Jugoslavien  | 446                          | 0,42 %                       | 0,62 %                       |
| 15                           | Polen                             | 428                          | 0,40 %                       | 0,91 %                       |
| 16                           | Bosnien och Hercegovina           | 427                          | 0,40 %                       | 0,58 %                       |
| 17                           | Thailand                          | 371                          | 0,35 %                       | 0,42 %                       |
| 18                           | Nordamerika                       | 336                          | 0,31 %                       | 0,40 %                       |
| 19                           | Turkiet                           | 311                          | 0,29 %                       | 0,50 %                       |
| 20                           | Norge                             | 247                          | 0,23 %                       | 0,40 %                       |
| 21                           | Tyskland                          | 237                          | 0,22 %                       | 0,50 %                       |
| 22                           | Danmark                           | 148                          | 0,14 %                       | 0,38 %                       |
| 23                           | Sovjetunionen                     | 50                           | 0,05 %                       | 0,05 %                       |
| 24                           | Oceanien                          | 36                           | 0,03 %                       | 0,06 %                       |
| 25                           | Island                            | 23                           | 0,02 %                       | 0,06 %                       |
| 26                           | Okänt födelseland                 | 12                           | 0,01 %                       | 0,01 %                       |

#### Minoriteter
14 % av Eskilstuna kommuns invånare har minst en förälder som är född i Finland. Av dessa personer med finländsk härkomst uppskattar docent Eric De Geer (Uppsala universitet) att cirka 80 % härstammar från den finskspråkiga folkgruppen i Finland (finnarna) och cirka 20 % härstammar från den svenskspråkiga folkgruppen i Finland (finlandssvenskarna). Kommunen har bland annat finskspråkiga förskolor, en finskspråkig grundskola, Sverigefinska Skolan, finskspråkig äldreverksamhet och medborgarservice på finska. Mot bakgrund av detta inledde kommunen en process för att ingå i ett finskt förvaltningsområde, likt delar av Norrbottens län i dag. Eskilstuna kommun ingår, samtidigt med 18 andra kommuner den 1 januari 2010, i förvaltningsområdet för finska.

## Kultur

### Kulturarv
Bland fornlämningar i Eskilstuna kommun hittas exempelvis fornborgen Ogaklev, byggd under folkvandringstiden för cirka 1500 år sedan. I Tumbo socken finns 1500 registrerade fornlämningar, bland annat kopplade till Sveriges största gravfält av högtyp, som omfattar omkring 480 gravar.
Det finns också flera runristningar i Eskilstuna kommun. Exempelvis hittades en runristning från början av 1000-talet i samband med en bygget av den nya cykelbanan mellan Eskilstuna och Sundbyholm 2018.
År 2017 fanns sju byggnadsminnen i Eskilstuna kommun. Bland dessa Rademachersmedjorna och Torshälla kvarn.

### Kommunvapen
Blasonering: I fält av silver ett från en av en vågskura bildad blå stam uppskjutande svart städ med röd sockel, över vilket en ur ett blått moln i övre vänstra sköldhörnet framkommande röd arm svingar en svart slägga.
Vapnet fastställdes av Kungl Maj:t för Eskilstuna stad 1937. Det är en heraldisk tolkning av ett sigill från 1665. Vid kommunbildningen 1971 upphörde giltigheten av Torshälla stads vapen, fastställt 1947. Även de tidigare landskommunerna Barva och Näshulta hade haft vapen, fastställda 1951 respektive 1946, vars giltighet dock hade upphört redan 1952 i samband med sammanslagningar. Kommunen beslöt att återanvända Eskilstunas vapen och det registrerades hos PRV 1974.

Barva landskommun (1951)
Eskilstuna stad (1937–1970) Eskilstuna kommun (1971–)
Torshälla stad (1949–1970)
Näshulta landskommun (1946–1951)